# Ramzes III.
Usermaatre Ramzes III. je bil drugi faraon Dvajsete egipčanske dinastije, ki je vladal od leta 1186 do 1155 pr. n. št., * 1217 pr. n. št., † 1155 pr. n. št.
Šteje se za zadnjega monarha Novega kraljestva, ki je še imel kaj oblasti v Egiptu. Med njegovo dolgo vladavino je politična in gospodarska moč Egipta upadla zaradi niza napadov od zunaj in notranjih gospodarskih problemov. 
Bil je sin faraona Setnahta in kraljice Tij-Mesenez. Ramzes III. je bil umorjen v haremski zaroti, ki sta jo vodila njegova druga žena Tij, njun sin Pentaueur in skupina visokih državnih uradnikov.

## Ime
Ramzesovi glavni imeni se transliterirata kot wsr-mꜢʿt-rʿ–mry-ỉmn rʿ-ms-s–ḥḳꜢ-ỉwnw - Usermaatre-Meriamun Ramzes-Hekaiunu, kar pomeni Rajeva maat je močna, Amonov ljubljenec, rojen iz Raja, vladar Heliopolisa.

## Vladanje
Domneva se, da je Ramzes III. vladal od marca 1186 do aprila 1155 pr. n. št. Domneva temelji na datumu prihoda na prestol (26. dan I. šemuja) in smrti (32. leto, 15. dan I. šemuja. Vladal je 31 let, 1 mesec in 19 dni. Alternativno obdobje njegovega vladanja je 1187–1156 pr. n. št.
V opisu njegovega kronanja v Medinet Habuju so štiri golobice  "poslali na štiri vogala obzorja, da bi potrdile, da žívi Hor  Ramzes III. (še vedno) poseduje svoj prestol in da je red Maat prevladal v vesolju in družbi".

## Neprekinjene vojne
Med dolgim Ramzesovim vladanjem v državi, obkroženi s političnim kaosom grškega srednjega veka, je bil Egipt stalna tarča tujih napadalcev, vključno s tako imenovanimi Ljudstvi z morja in Libijci. Z vojnami so se začele vedno večje gospodarske težave in notranji spori, ki so nazadnje privedli do propada Dvajsete dinastije. 
V osmem letu vladanja so Egipt napadla Ljudstva z morja, vključno s Peleseti, Denjeni, Šerdeni, Mešveši in Tjekerji. Ramzes III. jih je dvakrat porazil v velikih bitkah na morju in na kopnem. Egipčani so se kljub temu, da niso sloveli kot izkušeni pomorščaki, žilavo borili. Ramzes je na obali in bregovih Nila razvrstil svoje lokostrelce, ki so pri vsakem poskusu izkrcanja na obali Nila sovražnike zasuli z oblaki puščic. Egipčani so nato napadlli sovražnika na morju in ga popolnoma porazili. V nobeni bitki ni bilo neposrednega spopada mož na moža.
Ramzes III. je trdil, da je Ljudstva z morja podjarmil  in naselil v južnem Kanaanu, za kar ni nobenega jasnega dokaza. Bolj verjetno je, da ni imel dovolj moči, da bi preprečil njihovo postopno prodiranje in naseljevanje na tem ozemlju. Njihov prihod je morda prispeval k nastajanju novih držav, na primer Filisteje,  po propadu egipčanske oblasti v Levantu.
Ramzes III. je v petem in enajstem letu vladanja organiziral tudi vojna pohoda proti libijskim plemenskim poglavarjem, ki so napadali Egipt z zahoda.

## Propadanje gospodarstva
Veliki stroški vojn so počasi izpraznili egipčansko državno zakladnico in povzročili postopno usihanje egipčanske moči v Aziji. Resnost težav dokazuje prva znana stavka delavcev v pisni zgodovini v 29. letu Ramzesovega vladanja. Zgodila se je v  vasi Set Maat her imenti Vaset (Deir el-Medina), ker  elitni graditelji grobnic in umetniki niso dobili rednih dobav živil. V tistem obdobju je skoraj dve desetletji do leta 1140 pr. n. št. motnja v ozračju, morda zaradi izbruha vulkana Hekla, zmanjšala prepustnost za sončevo svetlobo in zavrla rast dreves in poljščin. Pojav je v Egiptu povzročil veliko rast cen žita, medtem ko so cene perutnine in sužnjev ostale enake.
Te težave na uradnih spomenikih Ramzesa III. sploh niso omenjene. Faraon je na njih poskušal posnemati svojega predhodnika Ramzesa II., ki je pomenil kontinuiteto in stabilnost. Ramzes III. je razširil templje v Luksorju in Karnaku in zgradil svoj pogrebni tempelj in upravni kompleks v Medinet Habuju. Njegove gradnje spadajo med največje in najbolj ohranjene gradnje v Egiptu. Nestabilno stanje v državi se odraža tudi v masivnih obzidjih templjev, saj templji v notranjosti države takih utrdb dotlej niso potrebovali.

## Zarota in smrt
Iz Torinskega sodnega papirusa je razvidno, da so v haremu med praznovanjem v Medinet  Habuju proti Ramzesu III. skovali zaroto.  Glavni organizator zarote je bila kraljica Tije, ena od treh znanih faraonovih žena. Drugi dve sta bili kraljici Titi in Iset Ta-Hemdjet. Vzrok za zaroto je bilo nasledstvo egipčanskega prestola. Najstarejši faraonov sin in izbranec je bil Titin sin Ramzes Amonhirkopshef (kasnejši faraon Ramzes IV.), ki je imel zato prednost pred Tijinim sinom Pentaveretom.
Sodni dokumenti dokazujejo, da je bilo v zaroto vključenih veliko ljudi. Glavna sta bila kraljica Tije in njen sin Pentaveret, Ramzesov glavni komornik Pebekamen, sedem faraonovih osebnih služabnikov, ki so bili na spoštovanja vrednih državnih položajih, dva nadzornika državne zakladnice, dva zastavonoše, dva kraljeva pisarja in njegov glasnik. Vsi glavni zarotniki so bili nedvomno usmrčeni. Nekateri so imeli možnost, da namesto usmrtitve  naredijo samomor. Iz ohranjenih sodnih zapisnikov je razvidno, da so proti njim  potekali trije ločeni sodni procesi, na katerih je bilo na smrt obsojenih 38 oseb. Grobnici Tije in njenega sina Pentavereta sta bili izropani, njuni imeni pa izbrisani, da ne bi mogla uživati v posmrtnem življenju. O njima zdaj pričajo samo sodni dokumenti in ostanki njunih grobnic.
Nekaj obtoženih haremskih žena je poskušalo zavesti člane sodišča, vendar so jih pri tem zalotili. Sodnike, ki so pri tem sodelovali, so strogo kaznovali.
Ali je bil umor Ramzesa III. uspešen ali ne, ni povsem jasno, ker je po njegovi smrti prestol zasedel Ramzes IV. in ne kandidat zarotnikov Pentaveret. Razen tega je Ramzes III. umrl v 32. letu vladanja preden je bil napisan Torinski sodni papirus, vendar v istem letu, ko so bili napisani sodni dokumetni in zapisniki in opravljene usmrtitve zarotnikov.
Med prvimi preiskavami mumije Ramzesa III. niso odkrili vidnih ran, med nedavnimi preiskavami, ki jih je opravila skupina nemških forenzikov, pa so odkrili neobičajno debele povoje okoli vratu. Pod njimi so z računalniško tomografijo odkrili globok  rez z nožem čez cel vrat, ki bi lahko segal do hrbtenice. Skupina znanstvenikov pod vodstvom Zahija Sawasa, bivšega direktorja Egipčanskega vrhovnega sveta za antiko, je v svojem poročilu objavila, da so zarotniki faraona umorili s prerezanjem vratu.
Preiskovalci so odkrili tudi to, da je bil z ostrim predmetom, verjetno s sekiro,  odrezan palec leve noge. Odrezani palec so balzamirali in ga priložili faraonovi mumiji. Okoli gležnjev in stopal so zavili šest amuletov, ki naj bi zacelili rano v faraonovem posmrtnem življenju. Iz te poškodbe je mogoče sklepati, da je bilo morilcev več in da so uporabljali različno orožje.
Pred temi ugotovitvami s preiskovalci domnevali, da so faraona zastrupili, ali da ga je ugriznila kača, ker so bili mumiji priloženi tudi amuleti, ki naj bi ga v posmrtnem življenju ščitili pred kačjim ugrizom.  Obe domnevi  sta mogoči, ker so bili med zarotniki tudi njegovi osebn strežaji in nekdo, ki se je imenoval kača in gospodar kač.
Ob Ramzesu III. je bil pokopan še nek drug neznan moški, ki bi lahko bil njegov sin Pentaveret.
Zarota se kljub faraonovi smrti ni končala po načrtih zarotnikov, saj ga je nasledil njegov izbrani naslednik Ramzes IV. in ne njihov kandidat Pentaveret.

## Zapuščina
Veliki Harrisov papirus ali Papirus Harris I, napisan na ukaz Ramzesovega sin in izbranega naslednika Ramzesa IV., je seznam njegovih bogatih donacij v zemljiščih, zlatih kipih in monumentalnih gradnjah v templjih  v Pi-Ramessesu, Heliopolisu, Memfisu, Atribisu, Hermopolisu, Tisu, Abidosu, Koptosu,  El Kabu in drugih mestih v Egiptu in Nubiji. Omenjena je tudi njegova trgovska odprava v Deželo Punt in rudarjenje bakrove rude v Timni v južnem Kanaanu. Papirus Harris I omenja tudi nekaj dejavnosti Ramzesa III.:
Poslal sem odposlace v Atiko [Timna], kjer so veliki rudniki bakra. Nekateri so potovali z ladjami, drugi pa po kopnem na oslih. Našli so njihove rudnike in na ladje natovorili več desettisoč (tovorov)  bakra in varno pripluli v Egipt.
Ramzes III. je začel na temeljih templja Amenhotepa III. v Karnaku graditi nov Honsujev tempelj in okoli 12. leta vladanja zaključil gradnjo  templja v Medinet Habuju. Stene templja v Medinet Habuju je dal poslikati s prizori iz svojih pomorskih in kopenskih bitk z Ljudstvi z morja. Tempelj je eden od najbolj ohranjenih templjev iz obdobja Novega kraljestva.
Mumijo Ramzesa III. so odkrili antikvarji leta 1886 in je kot prototip egipčanske mumije  služila v več hollywoodskih filmih. Njegova grobnica (KV11) je ena od največjih v Dolini kraljev.

## Galerija
- Mumija Ramzesa III
- Fino poslikani reliefi v Honsujevem templju v Karnaku
- Pogrebni tempelj Remzesa III. v Medinet Habuju
- Poslikan strop  Nekbetinega templja v Medinet Habuju
- Medinet Habu - odsekane roke poraženih sovražnikov
- Ramzes III. se pogovarja s Tebansko triado: Amunom, Mut in Honsujem; Papirus Harris I, napisan okoli leta 1150 pr. n. št., Britanski muzej, London